# 클라크 레너드 헐

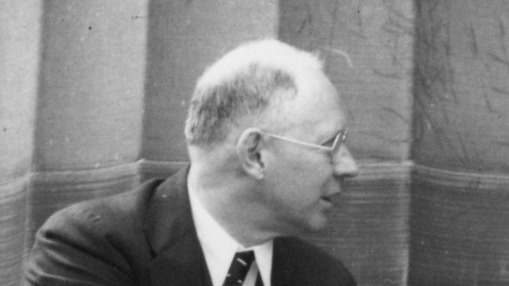

클라크 레너드 헐 (Clark Leonard Hull, 1884년 5월 24일 – 1952년 5월 10일)은 과학적 행동 법칙으로 학습과 동기를 설명하고자 했던 미국의 심리학자이다. 헐은 에드워드 톨먼과의 논쟁으로 유명하다. 그는 또한 동인 이론에 대한 작업으로 유명하다.
헐은 그의 경력의 성숙한 부분을 예일 대학교에서 보냈으며, 그곳에서 그는 총장이자 전직 심리학자인 제임스 에인절에 의해 모집되었다. 그는 그의 이론이 행동을 예측할 수 있음을 보여주는 연구를 수행했다. 그의 가장 중요한 작품은 기계 학습의 수학 연역 이론 (1940)과 행동 원리 (1943)로, 동물 학습과 조건화에 대한 분석을 당대의 지배적인 학습 이론으로 확립했다. 헐의 모델은 생물학적 용어로 표현된다. 유기체는 결핍을 겪고 있다. 결핍은 필요를 만든다. 동인을 활성화해야 한다. 동인은 행동을 활성화한다. 행동은 목표 지향적이다. 목표를 달성하는 것은 생존 가치가 있다.
그는 유기체가 충동의 대상을 달성하는 최종 단계에서 불균형적인 양의 노력을 소비 한다는 "목표 추구" 효과 또는 가설로 가장 잘 알려져 있다. 현대 맥락에서 행동주의의 인기가 부족하기 때문에 오늘날 거의 언급되지 않거나 쓸모없는 것으로 분류된다. 그럼에도 불구하고, 2002년에 출판된 일반 심리학에 대한 리뷰(Review of General Psychology ) 설문 조사에서 헐은 20세기에 가장 많이 인용된 심리학자 21위로 선정되었다.
헐의 주요 관심은 학습 이론과 학습으로 이어지는 행동이었다. 이것이 그의 연구 대부분의 목표였다. 결국 헐은 때때로 추진 이론 또는 체계적인 행동 이론이라고 하는 자신의 학습 이론을 만들었다. 그는 또한 최면에 관심을 보였지만 이것은 그의 일과 연구 생활에서 그의 최우선 순위가 아니었다. 그의 동인 이론과 최면 연구 모두에서 헐은 그의 실험이 엄격한 통제 하에 있는지 확인했다. 또한 그의 작업에서 그는 모든 것이 더 정확하게 분석될 수 있도록 정량적 데이터를 강조했으며 주제에 대한 이전 연구보다 해석에 덜 개방적이었다.